# Španělská Východní Indie
Španělská Východní Indie (Indias orientales españolas) byla španělská kolonie v asijsko-pacifickém regionu mezi roky 1565 a 1898. Správním střediskem bylo město Manila na ostrově Luzon, kolonie zahrnovala kromě samotných Filipín i mikronéské ostrovy Mariany a Karolíny, po jistý čas i část Tchaj-wanu a několik moluckých ostrovů. Území bylo Španěly spravováno jako generální kapitanát Filipíny a královská audiencie Manila.
Nejvyšší představitel Španělské Východní Indie měl titul „generální guvernér“ a zastával pozice nejvyššího soudce v rámci královské audiencie a generálního kapitána v rámci generálního kapitanátu.

## Dějiny kolonie
Prvním zástupcem španělské koruny na ostrovech byl objevitel Fernão de Magalhães, který na Filipínách přistál po plavbě po Tichém oceánu v roce 1521 a také zde zemřel. Po něm následovalo několik španělských pokusů o podmanění domorodého obyvatelstva, ale conquista souostroví byla dovršena až roku 1565 zásluhou Miguela Lópeze de Legazpi, který zde založil první španělskou trvale obývanou osadu (dnešní Cebu City). Do konce 16. století začaly na souostroví působit řády augustiniánů, františkánů, jezuitů a dominikánů, které tvořily hlavní sílu ekonomického, politického, sociálního a kulturního života kolonie.

Mezi roky 1565 a 1821 byla Španělská Východní Indie součástí místokrálovství Nové Španělsko, mezi Manilou a Acapulcem (dnešní Mexiko) fungovaly pravidelné výpravy galeon naložených zbožím, které se přepravovalo přes mexickou pevninu a se následně přes Atlantik plavilo do Španělska (tzv. manilská galeona). Mezi roky 1762 a 1764 byla Manila v britských rukou. Po mexické válce za nezávislost (v rámci hispanoamerických válek za nezávislost byla podřízena Španělská Východní Indie přímo Madridu. Roku 1898 přešly Filipíny a Guam po prohrané španělsko-americké válce a podepsání pařížské mírové smlouvy do rukou Spojených států amerických, přičemž zbytek mikronéských ostrovů prodali Španělé o rok později Němcům, kteří nabyté ostrovy začlenili do své kolonie Německá Nová Guinea.

## Královská audiencie
Ve španělské koloniální říši představovaly královské audiencie nejvyšší soudní dvůr španělské koruny v daném území. Na Filipínách byla audiencie formálně ustanovena v Manile roku 1583, reálně však začala fungovat o rok později. Audiencie měla svého předsedu, několik soudců (španělsky oídores), státního zástupce a dále pak větší množství úředníků.

## Fotogalerie

Mapa Nového Španělska v největším rozmachu
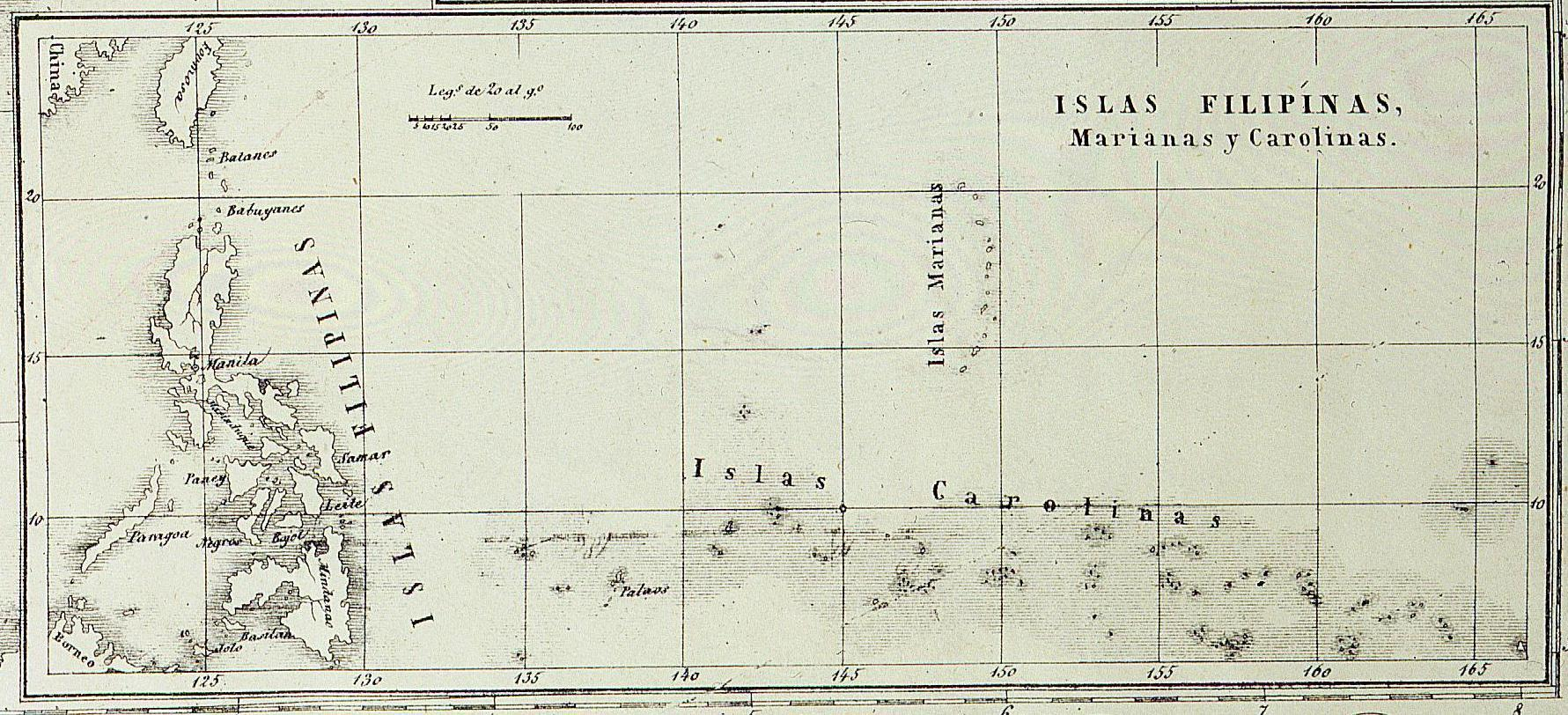
Mapa Španělské Východní Indie z roku 1858
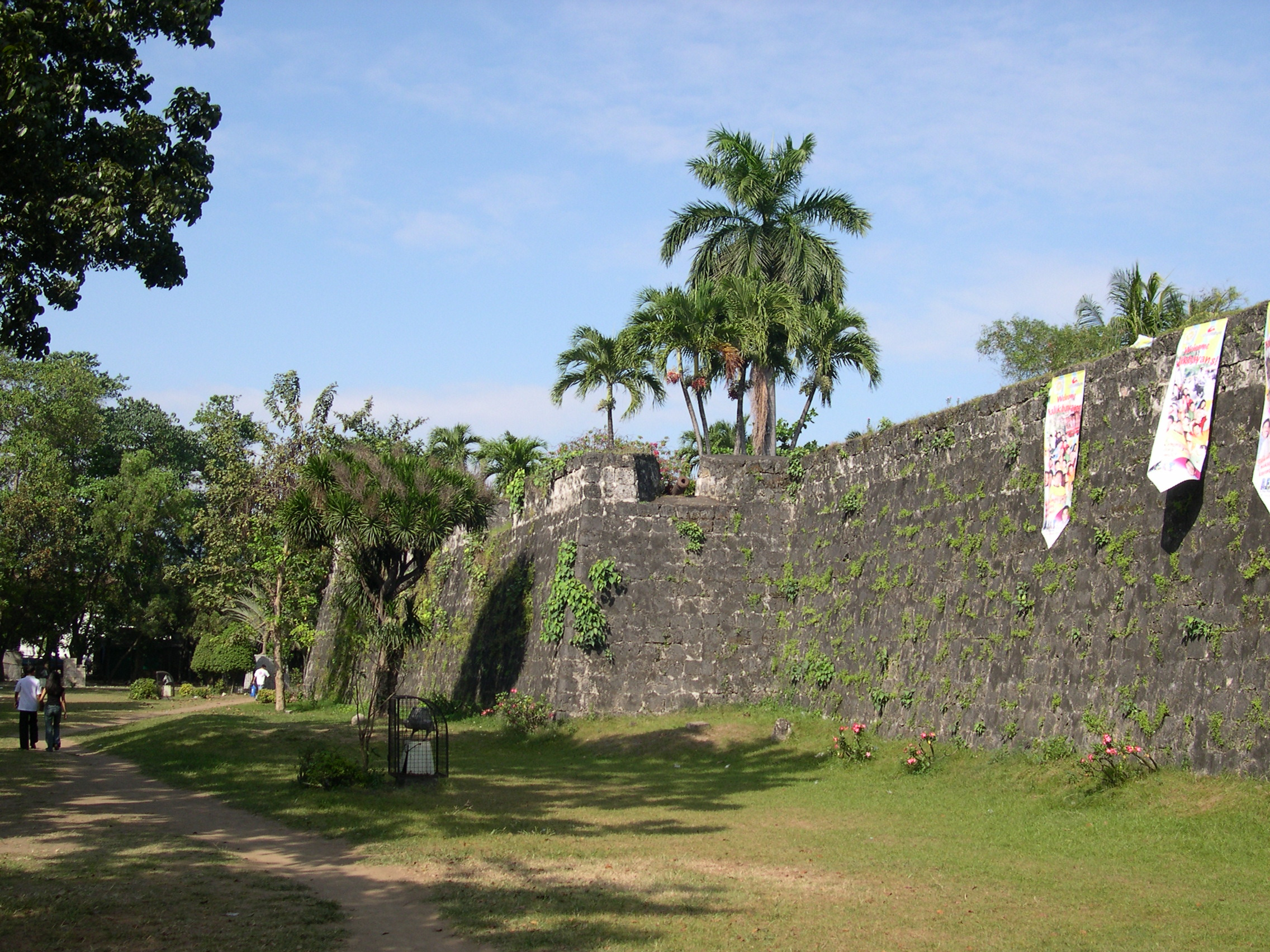
Pevnost v městě Cebu, založeném roku 1565